# Mayet
Mayet ist eine französische Gemeinde mit 3.186 Einwohnern (Stand: 1. Januar 2022) im Département Sarthe in der Region Pays de la Loire; sie gehört zum Arrondissement La Flèche und zum Kanton Le Lude. Die Einwohner werden Mayetais genannt.

## Geographie
Mayet liegt etwa 30 Kilometer südlich von Le Mans am Fluss Aune mit seinen Zuflüssen Gandelin und Bruant. Ganz im Süden verläuft das Flüsschen Gruau. Umgeben wird Mayet von den Nachbargemeinden Écommoy im Norden, Marigné-Laillé im Nordosten, Beaumont-Pied-de-Bœuf im Osten, Lavernat im Südosten, Verneil-le-Chétif im Süden, Aubigné-Racan und Sarcé im Südwesten sowie Pontvallain im Westen.

## Bevölkerungsentwicklung
| 1962 | 1968 | 1975 | 1982 | 1990 | 1999 | 2006 | 2017 |
| ---- | ---- | ---- | ---- | ---- | ---- | ---- | ---- |
| 3132 | 3253 | 3019 | 2879 | 2877 | 2915 | 3148 | 3138 |

## Verkehr
Mayet liegt an der Bahnstrecke Tours–Le Mans und wird im Regionalverkehr mit TER-Zügen bedient.
Die Autoroute A28 führt durch die Gemeinde.

## Sehenswürdigkeiten

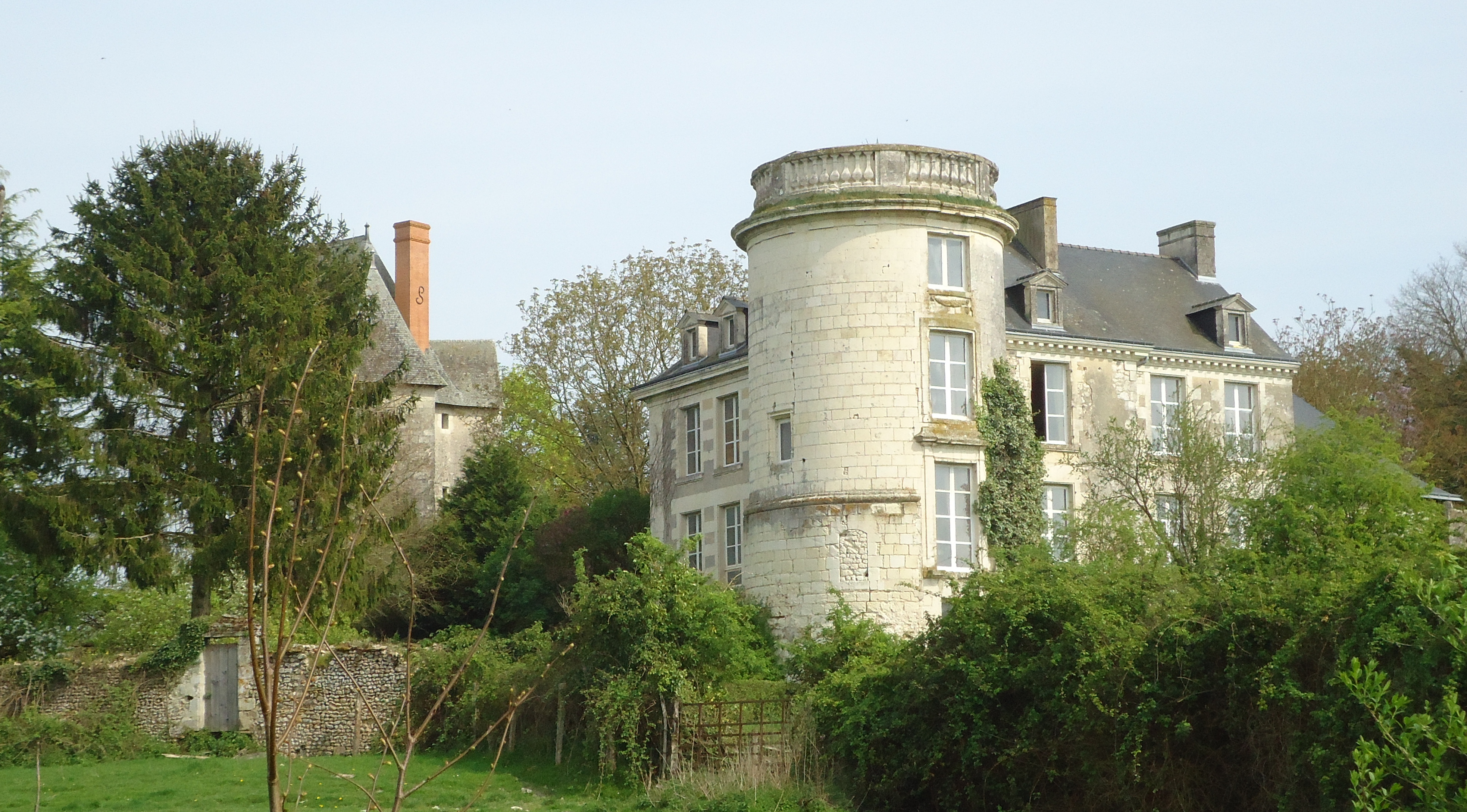
Schloss Fort-des-Salles

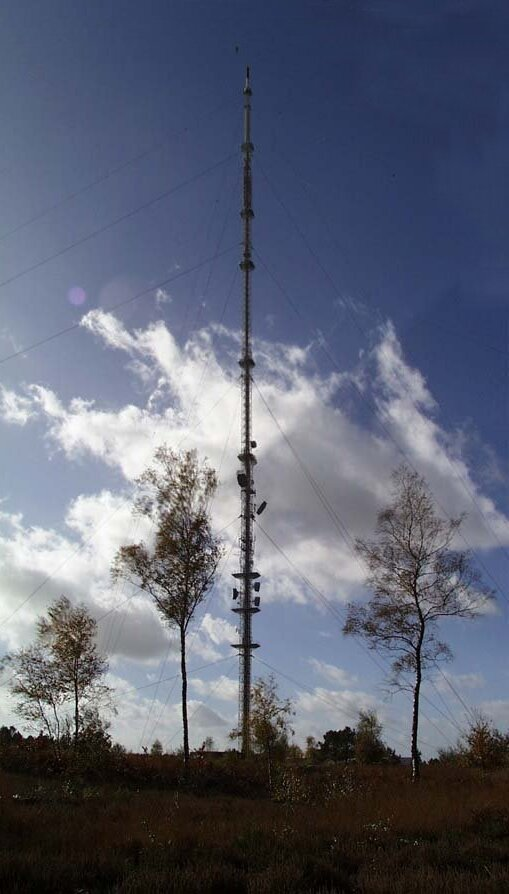
Funkmast Mayet

- Kirche Saint-Martin, 1862–1872 im neogotischen Stil erbaut
- Kapelle Sainte-Croix
- Schloss Fort-des-Salles aus dem 14./15. Jahrhundert mit Umbauten aus dem 18. Jahrhundert, seit 1927/1984 Monument historique
- Herrenhaus von Vezin aus dem 13. Jahrhundert
- Haus Baigneux aus dem 15. Jahrhundert
- Haus Les Viviers aus dem 11. Jahrhundert mit Umbauten aus 15. und 17. Jahrhundert
- Mehrere weitere Herrenhäuser aus dem 15. Jahrhundert
- Gut Gruellerie aus dem 17. Jahrhundert

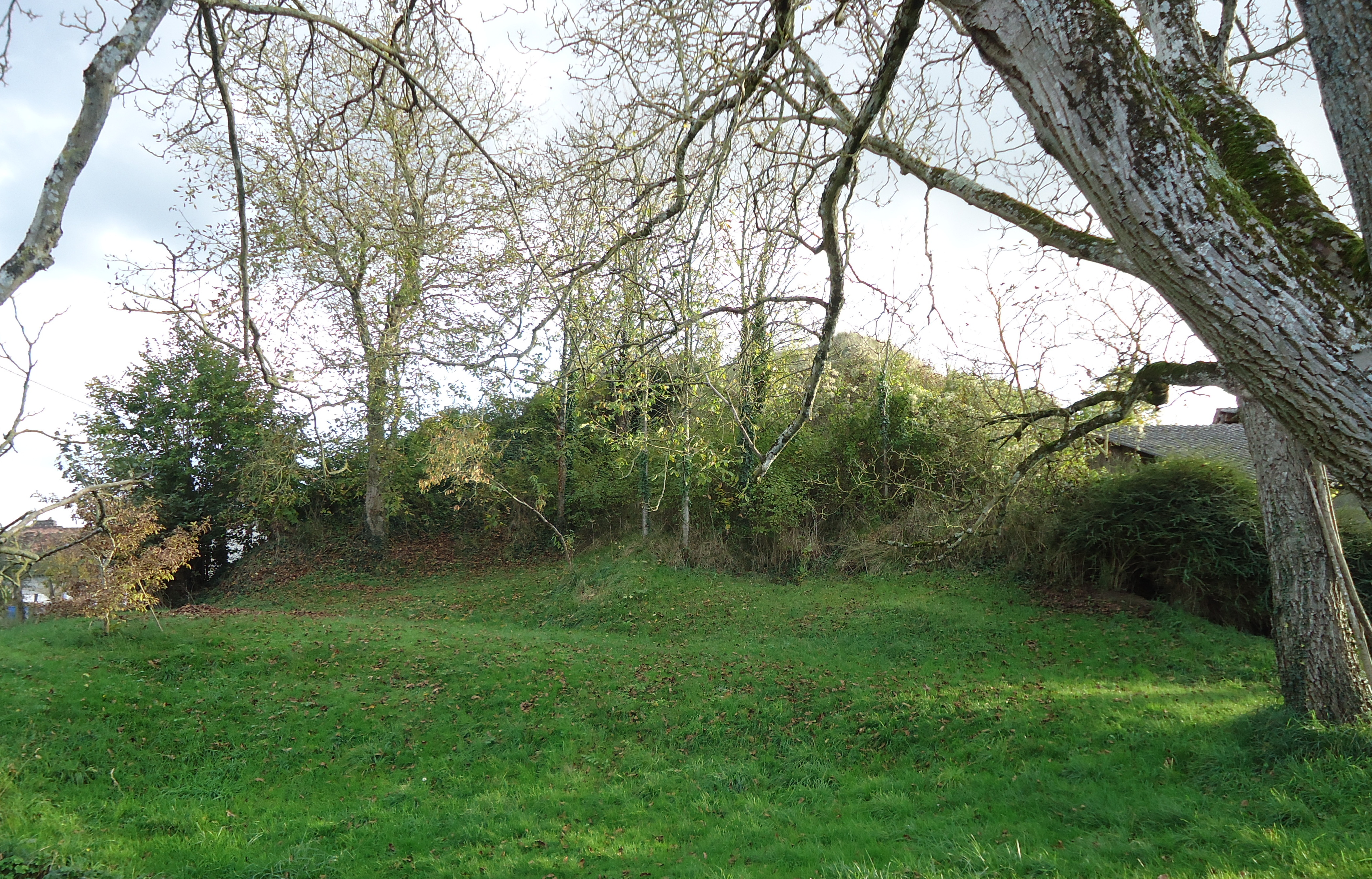
Motte von Vieux Mayet

- Wallburg (Motte) von Vieux Mayet

- Funkmast von Mayet (342 Meter)

## Gemeindepartnerschaften
Mit der deutschen Gemeinde Lichtenau in Nordrhein-Westfalen seit 1985 und mit der rumänischen Gemeinde Ariceștii Zeletin in der Großen Walachei bestehen Partnerschaften.

## Persönlichkeiten
- Georges Pillement (1898–1984), Schriftsteller
- Raymond Dronne (1908–1991), Widerstandskämpfer